# Ulmet (okręg Aluta)
Ulmet – wieś w Rumunii, w okręgu Aluta, w gminie Dobrun. W 2011 roku liczyła 258 mieszkańców.